# 대한민국 축구 국가대표팀 선발전
대한민국 축구 국가대표팀 선발전은 과거 대한민국 축구 국가대표팀을 소집할 당시 열렸던 선발전들을 통칭하는 이름이다.

## 역사
첫 대회 시작은 조선 축구 협회가 주최한 상해파견축구선발전(홍백축구대항전)으로 상하이로의 원정 대표팀을 구성 했을 당시이다. 당시 첫 대회에서 홍군과 백군으로 나누어 경기했고 홍군이 해당 대회에서는 우승하였다.